# Pheia regesta
Pheia regesta là một loài bướm đêm thuộc phân họ Arctiinae, họ Erebidae.